# Josep Solé i Barberà
Josep Solé i Barberà (Llívia, 15 de juny de 1913 – Barcelona, 4 de gener de 1988) va ser un polític i advocat català. Conegut amb el pseudònim de Pangloss, nom tret d'un personatge de l'obra Càndid o l'optimisme, de Voltaire. Va ser dirigent del Partit Socialista Unificat de Catalunya (PSUC) i un dels polítics més coneguts de la transició a Catalunya. Va defensar una política de reconciliació nacional que tenia com a objectiu la superació de la guerra civil. Com a parlamentari fou membre de la Comissió dels Vint que redactà l'avantprojecte d'Estatut d'Autonomia de Catalunya de 1979.Nascut a Llívia i establert a Tarragona.

## Primers anys
Procedent d'una família originària del Baix Camp i establerta a Reus, va nàixer casualment a Llívia a causa de l'ofici errant dels pares que eren professors. Els seus pares, Àngela Barberà i Oller i Agustí Solé Pàmies provenien d'una família comerciant per part de mare i d'una altra de pagès per part de pare. A Llívia només va viure fins als 3 anys d'on passaren a Sant Gregori (Gironès) on s'estarien 3 anys més i finalment residiren una llarga temporada a Vidreres, perquè la Mare va trobar plaça de mestra a Cassà de la Selva. El 1926 assolí el primer batxillerat i es matriculà a l'institut de Girona on descobrí l'anarquisme entre els companys de la pensió on vivia. El 1929 assolí el certificat de batxillerat i es presentà per accedir a la Universitat de Barcelona, a la facultat de lletres, on començarà a estudiar dret cap a l'abril de 1930. Durant la seva estada d'estudiant a Barcelona, coincidint amb la proclamació de la Segona República Espanyola, freqüentà l'Ateneu Enciclopèdic Popular d'on adquirí una formació política paral·lela a l'acadèmica lligada al marxisme. Va ser secretari de la Federació Universitària Escolar (FUE) i va exercir com a professor a l'Ateneu Enciclopèdic Popular de Barcelona
El 1930 els pares s'instal·len definitivament a Reus, amb els avis. Va ser membre del partit comunista heterodox català Bloc Obrer i Camperol des de la seva creació el 1931, però dos anys després deixà la militància per un seguit de circumstàncies: es llicencia, es trasllada a Reus amb la família, festeig amb Carmen i una nova feina li van deixar poc temps per la militància, tot i seguir de prop els esdeveniments polítics. Aquesta nova feina substitueix la de supervivència durant els estudis com a gazetista a El Dia Gràfico. Arran dels fets del sis d'octubre del 1934 va ser cridat pel despatx de Josep Andreu i Abelló per defensar les nombroses víctimes de les represàlies indiscriminades que s'havien desfermat. El temps en què estarà en aquesta feina l'aprofitarà per doctorar-se.

## Guerra Civil
El 1935 Carmen trenca la seva relació i Josep recupera un mica més de temps per a la política. Els primers mesos del Cop d'estat del 18 de juliol fracassat va ser membre del Comitè Central de Milícies Antifeixistes de Catalunya, i segons les seves paraules, era un cosa semblant a un relacions públiques. El primer mes de revolució va ser nomenat secretari de l'ajuntament. El 1936 va ingressar al PSUC i a l'any següent, coincidint amb la creació formal de PSUC a Reus, serà nomenat secretari d'acció política. Durant la guerra civil fou jutge de primera instància de Reus, nomenat el 10 de setembre de 1936, i ja com feia abans com advocat, ara amb autoritat, es va lliurar a l'àrdua tasca de salvar moltes vides del que ell qualificava de vandalisme i pirateria practicat pels poumistes i els cenetistes. Sembla que va fins i tot salvar l'estàtua de Prim que els anarquistes i els militants volien destruir.
El fervor de la guerra fa que marxés al front el 1937 en la divisió Karl Marx, una de les 5 que conformaven el reorganitzat Exèrcit de Catalunya. Amb la reorganització novament de l'exèrcit després dels fets de maig l'exèrcit de Catalunya passà a subordinar-se a l'exèrcit de l'est, dependent del govern popular de Madrid i el seu batalló es convertiria en la 27a divisió conformada per les Brigades 122, 123 i 124. Va ser nomenat comissari polític del Batalló i posteriorment de forma interina de Brigada. Aquesta etapa va acabar amb la seva primera condemna a mort, per deserció, en demorar-se en la reincorporació a files, fet agreujat pels seus càrrecs. Aquí la Carmen, amb la qual havien retrobat la relació, sembla que va ser determinant. Finalment, però, se li va commutar la pena per la de 20 anys de presó. Com a presoner va ser traslladat a Montjuïc després que Reus patís forts bombardejos per part de l'aviació alemanya. Aquí faria amistat amb l'advocat falangista Pere Arderiu Payerols. La retirada de les tropes republicanes el van portar per un periple de presons i camps de treball fins que finalment s'escapoleix i des de Sabadell marxa a Barcelona on serà delatat per un antic company d'armes carlista que havia canviat de bàndol tan bon punt en va tenir ocasió. En mans de la Brigada Política de Ocupación, als soterranis de la banca Tusquets, va ser apallissat amb acarnissament pels vencedors que volien així demostrar qui manava llavors. El 9 de febrer entrava a la presó Model, ara com a pres dels nacionals.
Un cop més, la família Punyed va moure cel i terra per defensar-lo, en part per l'estima de la Carmen i en part pels favors que Josep els havia fet durant l'anterior etapa protegint tant a amics com als mateixos familiars. Així, finalment el 22 de desembre de 1939 quedà absolt dels càrrecs imputats, amb l'ajut d'un gran nombre d'avals sobre el seu comportament, però no passats encara 4 mesos tornava a ser posat en crida i cerca. Així, al setembre del 1940 serà novament condemnat a pena de mort, per segona vegada, aquesta vegada pels nacionals, a causa de la seva militància al BOC, a les milícies i com a responsable del PSUC, és a dir, per responsabilitats polítiques.

## Repressió i refeta
Aquest va ser un cop molt dur, la Carme i, per tant, la seva família, finalment se'n desentenien, el seu estatus social va prevaldre i la seva salut se'n ressentí per sempre més. Van ser uns mesos d'angoixa per la incertesa de no saber quan l'afusellarien. Finalment la pena va ser commutada per 30 anys de presó i posteriorment rebaixada a 20 seguint una mica els esdeveniments de la Segona Guerra Mundial. El 20 de setembre de 1943 a ser traslladat a Ciudad Real, pel que la distància agreujà la seva situació, i pocs mesos després, al març del 1944, va ser posat en llibertat condicional. L'indult total no arribaria fins al 4 d'octubre de 1946, malgrat encara es mantendria el desterrament, la prohibició de viure a Catalunya, fins al 1949. Aquests anys de desterrament els va passar a Castella la Manxa.
El 1950, ja amb 36 anys, pot tornar a Barcelona on començà una nova vida amb una nova parella i lluny de Reus on encara era reconegut. Amb l'ajuda del despatx de Pere Arderiu i Payerols serà rehabilitat per exercir d'advocat, durant el temps que durà la gestió treballà al seu despatx. Aquests van ser uns anys en què va poder tirar endavant gràcies als antics companys de presó, tant de Montjuïc com de la Model, és a dir, tant d'un bàndol com de l'altre.
El 1951 es casà amb la Maria Fortuny a Tarragona i passaren a viure a un pis modest al carrer de Pàdua del cap i casal on tingueren 2 fills: la Maria Teresa i en Josep.
Arran de l'enèsima caiguda de militants del PSUC, el cas Fàbregas el 1957, començà la seva carrera com a advocat de detinguts polítics convidat per Josep Benet preparant la defensa de Josep Bravo, tot i que el que el faria conegut seria el cas de Miguel Núñez González el 1958. Un cop introduït i acceptat en l'ambient jurídic, començarà a ser enllaç entre els presos i el partit a l'exterior amb el nom en clau de Sebastian i escrivint articles a París amb el pseudònim de Josep Ferrer.

## Militància al PSUC
Amb la posada en marxa del Tribunal d'Ordre Públic, el TOP, i la supressió dels tribunals militars, excepte pels delictes de sang, Josep Solé passa a anomenar-se ja Pangloss el 1964 arran de la caiguda del comitè universitari. El 1965 serà nomenat en absència membre del comitè central al II congrés del PSUC celebrat a França. Seguiran uns anys d'amistat amb el secretari general del partit, Antoni Gutiérrez Díaz, el Guti.
Participà cada cop més en actes públics, malgrat saber que estava constantment sota sospita i finalment serà detingut el febrer de 1970 després de participar en un acte proamnistia acusat de reunió il·legal. S'hi estarà uns quants mesos a la presó, però la seva popularitat no farà més que augmentar arran d'aquesta nova detenció i les seves aparicions seran cap cop més multitudinàries i aplaudides.
En aquest moment en què es tensa la seva situació d'equilibri amb les seves relacions, quan el règim accentua la repressió, li ofereixen la possibilitat de defensar 16 militant d'ETA. El procés de Burgos. Josep Solé encara serà detingut per fets coneguts com la creació de l'Assemblea de Catalunya o els aldarulls dels treballadors de Starlux a Montmeló.
Amb la mort de Franco, encara no es veia clar quin camí havia de seguir l'estat espanyol. El sector del Búnquer, tot i que tocat per la mort de Carrero Blanco, era fort i violent, i el continuisme personificat en la figura de l'hereu nomenat per Franco a títol de rei, Juan Carlos I, semblava deixar-ho tot lligat i ben lligat.
Arribada la transició, Josep Solé és partidari de la política unitària entre les forces polítiques catalanes, amb la catalanitat com a element clau. Durant la segona meitat de la dècada dels setanta viurà sota l'amenaça dels grups d'extrema dreta que protegia la policia mentre a nivell oficial era multat o vetat amb qualsevol motiu de forma arbitrària. Era una època de portar fèretres a l'esquena, com els dels assassinatsd'advocats a la Matança d'Atocha, de la mateixa manera que havia portat el de l'abat de Montserrat Aureli Escarré.

## Transició
A les eleccions generals espanyoles del 15 juny del 1977 surt elegit com a cap de llista a la demarcació de Tarragona pel PSUC. Aquest càrrec de diputat per Tarragona el repetirà el 1982. L'any 1978 en representació del seu partit fou un dels membres de la Comissió dels Vint que al parador de Sau les Masies de Roda redactà l'avantprojecte de l'Estatut d'Autonomia de Catalunya de 1979. Va exercir com a portaveu del PSUC en les diverses plataformes unitàries com la Coordinadora de Forces Polítiques de Catalunya o l'Assemblea de Catalunya. Com a diputat va oposar-se fermament el 1982 a la LOAPA i amb l'UCD va tenir moltes batuses per ser molt proper a Unió de Pagesos i Comissions Obreres de les terres de Tarragona, que tenien un model que no tenia res a veure amb el desarrollismo. Els darrers anys de la seva vida va haver de presenciar com s'esmicolava el projecte del PSUC, amb divisions per la intenció d'abandonar l'estalinisme, acusacions per haver acceptat els pactes de la Moncloa enmig d'acusacions creuades d'estalinisme i en un entorn cada cop més degradat de relacions entre el PSUC i el PCE. La seva carrera política dins el seu partit durant 50 anys s'acaba quan el comitè de Tarragona decideix no presentar-lo a les eleccions del 1986. Va viure el canvi cap a la formació de l'eurocomunisme i la transformació en Iniciativa amb relativa normalitat, però sempre es culparia de no haver pogut fer més per mantenir la unitat comunista. Aquell ja no era el seu món i després d'assistir a la cessió de tota la història del PSUC a l'Arxiu Nacional de Catalunya morí a la Clínica Delfos el dia 4 de gener de 1988.